# Eugenia stipitata
Eugenia stipitata – gatunek goździkowca rodzimy dla Amazonii w Brazylii. Uprawiany także w Kalifornii.
Jest to drzewo owocowe o charakterystycznym i cenionym owocu o masie osiągającej 750 g. Owoc ma bardzo kwaśny smak (pH 2,4 – podobne do cytryny). Zawiera więcej witaminy C niż pomarańcza. Jest używany do produkcji soków lub dżemów. Gatunek w ojczyźnie nie jest intensywnie eksploatowany komercyjnie ze względu na słabą przydatność owoców do transportu morskiego. 
Drzewa są małe do średnich i tolerują zarówno małe powodzie jak i susze (do 2 miesięcy). Istnieje znaczne zainteresowanie dalszym rozwojem upraw dzięki selektywnej hodowli.